# 방은희
방은희(方銀姬, 1967년 5월 7일 ~ )는 대한민국의 배우이다.

## 생애
1988년 연극 배우로 첫 데뷔한 그녀는 2000년 5월에 성우 성완경과 결혼하였으나 이혼하였다. 2010년에 김남희와 재혼하였으나, 이혼하였다.
현재 얼데이로 소속사를 옮겨 드라마와 영화 촬영을 하며 배우 생활을 하고 있으며, 유튜브에서도 활동하고 있다.

## 학력
- 덕원여자고등학교  (1983 ~ 1986)
- 서울예술전문대학 연극과(1986 ~ 1988)

## 출연작

### 영화
- 1988년 《사랑의 낙서》 ... 여대생 역
- 1989년 《비 오는 날 수채화》 ... 경애 역
- 1989년 《새앙쥐 상륙작전》 ... 황 교수 역
- 1990년 《장군의 아들》 ... 화자 역
- 1990년 《젊은 날의 초상》 ... (특별출연)
- 1991년 《맨발에서 벤츠까지》 ... 은영 역
- 1991년 《비 개인 오후를 좋아하세요?》 ... 정아 역
- 1991년 《인간시장 3》 ... 교주여비서 역
- 1991년 《은마는 오지 않는다》 ... 순덕 역
- 1992년 《달은... 해가 꾸는 꿈》 ... 수미 역
- 1992년 《스물일곱송이 장미》 ... 미쓰 송 역
- 1992년 《결혼 이야기》 ... 미영 역
- 1994년 《공포 특급》
- 1994년 《구미호》 ... 민이 역
- 1994년 《해적》 ... 도희 역
- 1994년 《어린 연인》 ... 여선생 1 역
- 1995년 《리허설》 ... 신우 역
- 1995년 《엄마에게 애인이 생겼어요!》 ... 지영 역
- 1995년 《루브》
- 1996년 《돼지가 우물에 빠진 날》 ... 인창 처 역
- 1997년 《쁘아종》 ... 가죽바지 역
- 1997년 《넘버 3》 ... 지나 역
- 1997년 《억수탕》 ... 황정미 역
- 2000년 《그녀에게 잠들다》 ... 정씨 부인 역
- 2007년 《여름이 가기 전에》 ... 상정 역(특별출연)
- 2008년 《대한이, 민국씨》 ... 식당 누나 역(특별출연)
- 2008년 《경축! 우리 사랑》 ... 미용실 여자 역
- 2015년 《치외법권》 ... 은희 역(특별출연)
- 2016년 《우리 연애의 이력》 ... 우연이 스타일리스트 역
- 2017년 《시인의 사랑》 ... 소년 모 역
- 2023년 《인드림》 ... 국과수 검시관 역
- 2025년 《페르소나:이상한 여자》 ... 은정 역

### 드라마, 시트콤
- 1992년 SBS 미니시리즈 《비련초》
- 1993년 MBC 미니시리즈 《걸어서 하늘까지》 ... 미스 오 역
- 1993년 SBS 일요아침드라마 《우리식구 열다섯》
- 1996년 SBS 주말극장 《부자유친》 ... 조태순 역
- 1996년 KBS 2TV 일일드라마 《원지동 블루스》
- 1996년 MBC 단막극 《MBC 베스트극장 - 그녀와 마누라 사이》 ... 영희 역
- 1997년 KBS 2TV 미니시리즈 《열애》
- 1997년 MBC 단막극 《MBC 베스트극장 - 후회해도 되는 것들》 ... 재희 역
- 1998년 KBS 2TV 아침드라마 《사랑해서 미안해》
- 1998년 SBS 드라마스페셜 《옛사랑의 그림자》 ... 선주 역
- 1998년 SBS 드라마스페셜 《단단한 놈》 ... 조미령 역
- 1999년 KBS 단막극 《TV문학관 - 새》
- 2000년 KBS 단막극 《부부클리닉 사랑과전쟁》
- 2000년 MBC 단막극 《MBC 베스트극장 - 지화자와 하수민》 ... 지화자 역
- 2001년 SBS 드라마스페셜 《순자》 ... 강인옥 역
- 2002년 SBS 단막극 《SBS 오픈드라마 남과여》 77회 ... 영자 역
- 2003년 MBC 소설극장 《그대 아직도 꿈꾸고 있는가》 ... 차미경 역
- 2004년 KBS 2TV 수목미니시리즈 《꽃보다 아름다워》 ... 재건 모 역
- 2004년 KBS 2TV 주말연속극 《부모님 전상서》 (중도하차) ... 명숙 역
- 2004년 MBC 단막극 《MBC 베스트극장 - 돈벼락》
- 2004년 KBS 2TV 단막극 《드라마시티 - 마사지》
- 2005년 MBC 월화미니시리즈 《환생-넥스트》
- 2005년 KBS 2TV 아침드라마 《걱정하지마》 ... 한유정 역
- 2005년 KBS 2TV HD 수목드라마 《황금사과》 ... 금실 모 역
- 2006년 KBS 미니시리즈 《포도밭 그 사나이》 ... 서영란 역
- 2006년 MBC 신춘특집극 《우리 다시 사랑할까요》 ... 오희아 역
- 2006년 KBS 2TV 단막극 《TV문학관 - 나쁜 소설》 ... 재선 모 역
- 2007년 KBS 2TV 미니시리즈 《못된 사랑》 ... 박찬숙 역
- 2007년 MBC 주말연속극 《문희》 ... 김무설 역
- 2007년 MBC 2부작특집극 《향단전》 ... 월매 역
- 2007년 MBC 주말연속극 《겨울새》 ... 인천댁 역
- 2007년 MBC 단막극 《MBC 베스트극장 - 옆구리와 허벅지》 ... 홍은희 역
- 2008년 KBS 2TV 일일연속극 《돌아온 뚝배기》 ... 고선희 역
- 2008년 KBS 2TV 미니시리즈 《연애결혼》
- 2008년 MBC 미니시리즈 《종합병원 2》 ... 환자 황은희 역(특별출연)
- 2008년 KNN 4부작드라마 《미세스 사이공》
- 2008년 KNN 미니시리즈 《대박인생》 ... 나영자 역
- 2009년 KBS 2TV 미니시리즈 《남자 이야기》 ... 명선 역
- 2009년 KBS 2TV 주말연속극 《솔약국집 아들들》 ... 김용철의 어머니 역 (특별출연)
- 2009년 SBS 가정의달특집극 《천국의 아이들》
- 2009년 KBS 납량특집드라마 《전설의 고향》〈목각귀〉 ... 언년 역
- 2009년 MBC 주말연속극 《탐나는도다》 ... 고바순 역
- 2009년 SBS 주말극장 《천만번 사랑해》 ... 윤소월 역
- 2010년 KBS 2TV 월화드라마 《공부의 신》 ... 한애심 역
- 2010년 SBS 주말특별기획 《인생은 아름다워》 ... 남식 역
- 2010년 MBC 일일시트콤 《몽땅 내 사랑》
- 2011년 KBS 2TV 설날특집극 《영도다리를 건너다》 ... 오경옥 역
- 2011년 SBS 아침연속극 《태양의 신부》 ... 임미선 역
- 2012년 MBC 일일시트콤 《하이킥! 짧은 다리의 역습》 ... 강승윤 모 역(특별출연)
- 2012년 MBC 미니시리즈 《닥터 진》 ... 식이 엄마 역(특별출연)
- 2012년 JTBC 주말연속극 《무자식 상팔자》 ... 이혼소송 의뢰인 역(특별출연)
- 2013년 KBS 2TV 미니시리즈 《광고천재 이태백》 ... 원미옥 역
- 2013년 JTBC 일일드라마 《더 이상은 못 참아》 ... 유정숙 역
- 2013년 SBS 월화드라마 《수상한 가정부》 ... 어진 모 역
- 2014년 tvN 월화드라마 《마녀의 연애》 ... 오미연 역
- 2014년 EBS 어린이드라마 《플루토 비밀결사대》 ... 보험사 영업사원 역
- 2014년 KBS 2TV 월화드라마 《내일도 칸타빌레》 ... 소리모 역
- 2015년 SBS 드라마스페셜 《냄새를 보는 소녀》 ... 양미연 역
- 2015년 KBS 2TV 주말연속극 《파랑새의 집》 ... 박행숙 역
- 2015년 SBS 월화드라마 《상류사회》 ... 김서라 역
- 2016년 SBS 주말특별기획 《미녀 공심이》 ... 천지연 역
- 2016년 SBS 일일드라마 《당신은 선물》 ... 유미란 역
- 2016년 SBS 주말특별기획  《끝에서 두번째 사랑》
- 2017년 MBC 수목드라마 《미씽9》 ... 봉희 모 역
- 2017년 KBS 2TV 저녁 일일드라마 《이름 없는 여자》 ... 장애녹 역
- 2017년 SBS 아침연속극 《아임 쏘리 강남구》 ... 홈쇼핑 모델 역(특별출연)
- 2017년 SBS 드라마스페셜 《다시 만난 세계》 ... 윤미나 역
- 2018년 MBC 주말특별기획 《데릴남편 오작두》 ... 베이비 역
- 2018년 SBS 아침연속극 《강남 스캔들》 ... 홍백희 역
- 2020년 tvN 수목드라마 《머니게임》 ... 이만옥 역
- 2022년 MBC UHD 일일드라마 《비밀의 집》 ... 유광미 역
- 2022년 MBC 미니시리즈 《팬레터를 보내주세요》 ... 남현숙 역
- 2023년 KBS 2TV 저녁 일일드라마 《비밀의 여자》 ... 윤길자 역
- 2023년 웹드라마 《DMZ 대성동》
- 미정 웹드라마 《나인플러스》

### 교양
- 1994년/1998년/2002년 KBS2 《TV는 사랑을 싣고》 게스트
- 2022년 TV CHOSUN 《퍼펙트 라이프》 (게스트)

### 공연
- 1988년 연극 《수탉이 안 울면 암탉이라도》
- 2007년 뮤지컬 《하루》 ... 장 국장 역
- 2011년 연극 《남자 따위가 왜 필요해》 ... 마르조리 역

### 라디오
- KBS 제2FM 《연예가 산책》 DJ
- SBS 러브FM 《변진섭 방은희의 선데이 특급》 DJ
- SBS 러브FM 《지석진 방은희의 라디오 데이트》 DJ
- SBS 러브FM 《홍서범 방은희의 홍방불패》 DJ
- SBS 러브FM 《허참, 방은희의 즐거운 저녁길》 DJ